# カレム・ニウウェンホフ
カレム・ニウウェンホフ（オランダ語: Calem Nieuwenhof、2001年2月17日 - ）は、オーストラリア・ニューサウスウェールズ州出身のサッカー選手。ポジションはMF。

## クラブ歴
シドニー郊外のノース・カール・カールに生まれ、父の影響で幼少からサッカーに親しみ、シドニーFCのサポーターとして育った。4歳の時にカール・カールFCの下部組織に、12歳の時にマンリー・ユナイテッドFCの下部組織に加入した。
2019年にシドニーFCの下部組織に加入した。翌年11月19日にAFCチャンピオンズリーグ2020の上海上港戦で選手初出場を記録した。同年12月8日にプロ契約を締結した。2021年1月2日に初スターティングメンバー及び初の国内リーグ戦出場、そして初得点を記録した。その後スターティングメンバーとしてスティーブ・コリカ監督に起用されたが、脊椎骨折で8週間の離脱となった。復帰後の初戦は11月24日のFFAカップとなったが、怪我が引きずって出場機会も漸減したため、2022年5月19日に退団となった。
同年6月6日に2年のスカラーシップ契約でウェスタン・シドニー・ワンダラーズFCに移籍した。10月9日に移籍後初出場を記録した。2023年2月19日に移籍後初得点を記録した。同シーズンにリーグベストイレブンに選出された。
2023年7月23日に4年契約でハート・オブ・ミドロシアンFCに完全移籍した。移籍金は明らかになっていないが、推定6桁とされている。8月5日に移籍後初出場を記録した。

## 代表歴
2023年3月にU-23代表のトレーニングキャンプに招集された。同年5月24日に第49回モーリス・レベロ・トーナメントのメンバーに選出された。

## 私生活
父がアマチュアのサッカー選手であった影響もあって、幼少の頃からのシドニーFCのサポーターである。
サッカー選手ではジェイク・ホルマンと、クリケット選手ではオリヴァー・デイヴィスと幼少の頃から仲が良い。また相談相手としてミロシュ・ニンコヴィッチとルーク・ブラッタンの名を挙げている。